# デリバリーヒーロー
デリバリーヒーロー（Delivery Hero SE）は、オンラインフードデリバリーサービスを提供する多国籍企業。ドイツ・ベルリンに本社を置き、傘下ブランドを通じて世界70カ国以上でウェブサイトおよびモバイルアプリケーションを運営している。フランクフルト証券取引所上場企業（FWB: DHER）。

## 沿革
2007年からオンラインフードデリバリー事業を試行していたスウェーデン出身の元経営コンサルタント、ニクラス・エストベリ（Niklas Östberg）を中心として、ベルリンのインキュベーターであるTeam Europeの支援のもと、2011年5月にRPG International Holding GmbHの社名で会社を設立、デリバリーサイトLieferando.deの運営を開始した。会社設立当初から国際規模でのフードデリバリー事業展開を目標とし、翌2012年内にスウェーデンやイギリス、ドイツの同業を買収、投資家から調達した資金により、2014年6月、ウルグアイの同業PedidosYaを買収しラテンアメリカ地域に進出、12月には、韓国のBaedaltongの主要株主となり、運営ブランドのヨギヨを傘下に加えた。
2015年2月から3月にかけ、ドイツのベンチャーキャピタルのロケット・インターネット（Rocket Internet）は、デリバリーヒーローの38.5％の株式を取得し大株主となった。続いて同年5月にトルコに拠点を置くYemeksepetiを5億8,900万ドルで買収し、中東地域に進出した。
2016年12月、東南アジアに基盤を持つ同業のfoodpanda (フードパンダ)を、ロケット・インターネットとの株式交換により傘下に加えた。2017年5月、南アフリカの投資会社ナスパーズが、デリバリーヒーローの株式の1割を取得、6月にデリバリーヒーローは株式上場企業となったが、9月にナスパーズはロケット・インターネットの保有株式を買収し、デリバリーヒーローの最大株主となった。
2018年12月、ドイツ国内事業をオランダの同業テイクアウェイドットコムに売却した。2020年1月、韓国の同業ウーワ・ブラザーズを買収し、運営ブランドのペミンを傘下に加えた。
現在、各国のデリバリーヒーロー現地法人を通じ、傘下ブランドのデリバリーサービスを統括している。地域別の売上では、アジアおよび中東地域が全体の4分の3を占めている。

## 主な保有ブランド
カッコ内はデリバリーサービスが利用できる国・地域を示す。
- foodpanda（台湾・香港・タイ・シンガポール・マレーシア・フィリピン・カンボジア・ラオス・ブルネイ・バングラデシュ・パキスタン・ルーマニア・ブルガリア・ドイツ・ハンガリー）
- ヨギヨ（요기요）（韓国）
- ペミン（配達の民族、배달의민족）（韓国）
- FoodFly（푸드플라이）（韓国）
- Talabat（クウェート・アラブ首長国連邦・サウジアラビア・カタール・バーレーン・オマーン・ヨルダン・エジプト）
- Carriage（アラブ首長国連邦・サウジアラビア・カタール・バーレーン）
- InstaShop（アラブ首長国連邦・エジプト・バーレーン・レバノン・ギリシア）
- Hungerstation（サウジアラビア）
- Yemeksepeti（トルコ）
- Foody（キプロス）
- Deliveras（ギリシア）
- efood.gr（ギリシア）
- Donesi.com（セルビア・モンテネグロ・ボスニア・ヘルツェゴヴィナ）
- Pauza.hr（クロアチア）
- NetPincér.hu（ハンガリー）
- DámeJídlo.cz（チェコ）
- Mjam（オーストリア）
- foodora（スウェーデン・フィンランド・ノルウェー）
- PedidosYa（ウルグアイ・アルゼンチン・チリ・ボリビア・コロンビア・パナマ・ドミニカ共和国）
- Appetito24（パナマ）
- Domicilios（コロンビア）

## 日本における事業
日本では2020年5月、日本法人であるDelivery Hero Japan株式会社（デリバリーヒーロージャパン、Delivery Hero Japan Co.,Ltd、法人番号：9011001134001）が設立され、同年9月17日からfoodpanda（フードパンダ）のブランド名でサービスを開始した。東京（六本木、当初は渋谷）にオフィスを構えていた。2021年12月、翌年第1四半期中の日本事業売却（日本市場からの撤退）を発表し、発表の通り2022年1月31日をもってfoodpandaのサービスを終了し、2023年4月に解散（清算結了）。